# Ајале (Пиза)
Ајале (итал. Aiale) је насеље у Италији у округу Пиза, региону Тоскана.
Према процени из 2011. у насељу је живело 143 становника. Насеље се налази на надморској висини од 89 м.